# La Fábrica (Reial Madrid)
La Fábrica és el nom que rep el planter del Reial Madrid. Considerat un dels millors centres de formació de jugadors del món, La Fábrica ha produït una sèrie de jugadors que han contribuït a l'èxit esportiu sostingut del Reial Madrid des dels seus inicis.
La Fábrica es troba a Ciudad Real Madrid, la instal·lació d'entrenament del Reial Madrid situada a Valdebebas.

## Història

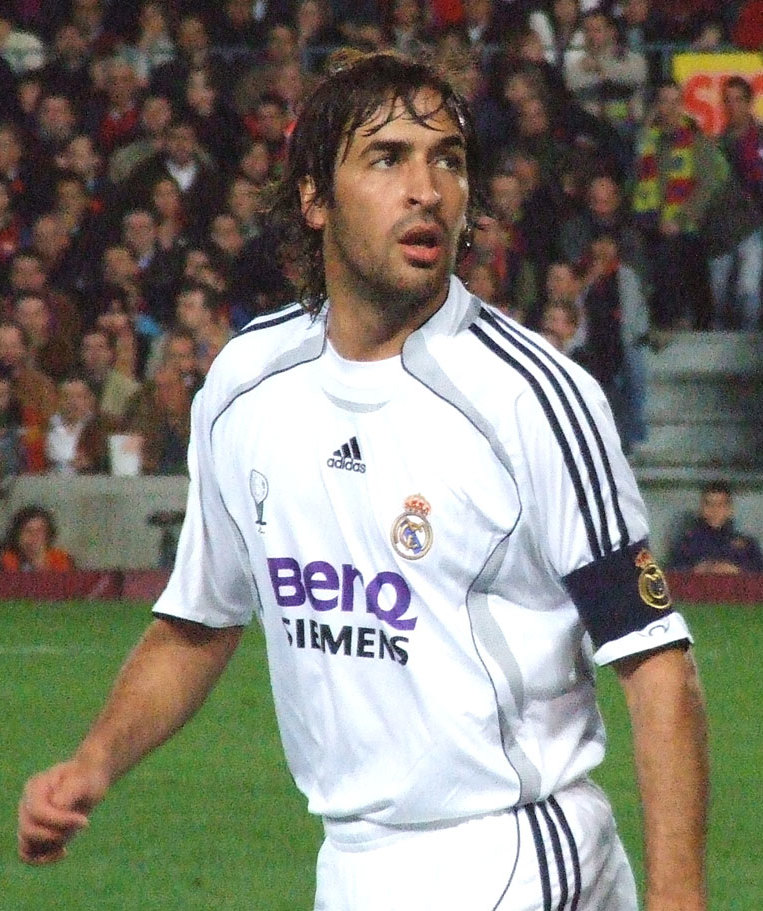
Raúl, antic golejador de competicions europees, antic golejador del Reial Madrid i cinquè golejador de tots els temps de la Lliga, també és un antic alumne de La Fábrica.

El 1942, l'AD Plus Ultra, un club madrileny local que aleshores formava part de la Tercera Divisió espanyola, va acceptar convertir-se en el club alimentador del Reial Madrid a canvi d'un suport econòmic. El 1972, l'AD Plus Ultra es va convertir en l'equip filial oficial del Reial, conegut avui com el Reial Madrid Castella. El RM Castilla és el filial més reeixit de la història del futbol espanyol, havent acumulat més punts a la Segona Divisió espanyola que qualsevol altre filial. El 1980, el RM Castilla va arribar fins i tot a la final de la Copa del Rei, la primera competició de copa nacional d'Espanya, on va perdre el títol davant la plantilla del primer equip del Reial Madrid.
De la mateixa manera, a la dècada de 1950, Real Madrid Aficionados es va formar com un equip competitiu amateur afiliat al Reial Madrid. Aquell club es va convertir finalment en el Reial Madrid C i va servir com a segon equip de reserva del Reial, després del RM Castilla, fins que l'equip es va dissoldre el 2015.
El propi sistema d'acadèmies juvenils va ser establert i desenvolupat als anys 50 per l'antic jugador dels Aficionats al Reial Madrid Miguel Malbo sota la tutela de l'aleshores president del Reial Madrid, Santiago Bernabéu. Malbo va ser director de La Fábrica durant més de 50 anys. Isidoro San José, exjugador del Reial Madrid, exalumne de La Fábrica i sotsdirector de La Fábrica, va dir sobre el llegat de Malbo al Reial Madrid: "En el seu dia, va ser una de les persones que més va contribuir al Reial Madrid i al planter del Madrid."
Des dels seus inicis a la dècada de 1950, innombrables jugadors han avançat a les files del juvenil de La Fábrica, i alguns d'aquests graduats han contribuït a l'èxit esportiu del Reial Madrid tant a nivell estatal com internacional. Alguns períodes d'èxit són especialment destacables. Entre 1955 i 1965, el Reial Madrid va guanyar vuit títols de la Lliga, una Copa del Rei i sis Lligues de Campions de la UEFA. Diversos titulats de La Fábrica van contribuir a l'èxit de la Real en aquests anys, entre els quals hi ha Pedro Casado, Enrique Mateos, Gregorio Benito, Juan Santisteban, Manuel Velázquez, Ramón Grosso, Fernando Serena i Ramón Marsal.
A més, a la dècada de 1980 el Reial Madrid va guanyar cinc títols consecutius de la Lliga, dues UEFA Europa League consecutives (aleshores conegudes com a Copa de la UEFA) i va arribar a tres semifinals consecutives de la Lliga de Campions (llavors coneguda com a Copa d'Europa) amb una plantilla composta majoritàriament. de jugadors formats a La Fábrica, també coneguda com La Quinta del Buitre. En aquesta fornada de jugadors del Reial Madrid "de casa" hi havia Emilio Butragueño, Chendo, Manolo Sanchís, Ricardo Gallego, Míchel, Sebastián Losada, Miguel Pardeza i Rafael Martín Vázquez.